# Icarus (estrela)

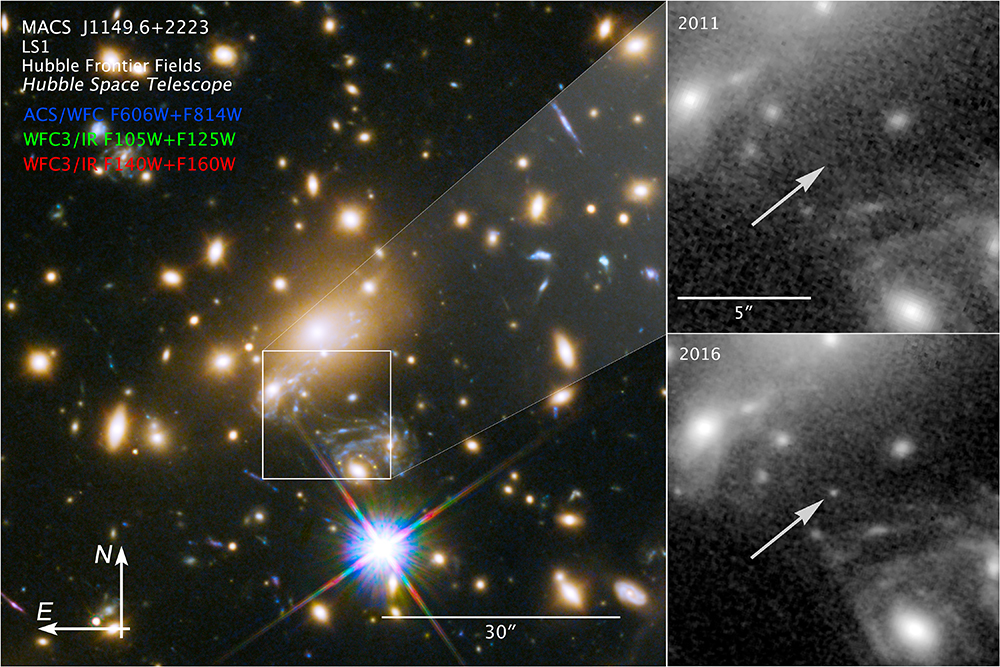
Detecção da estrela.

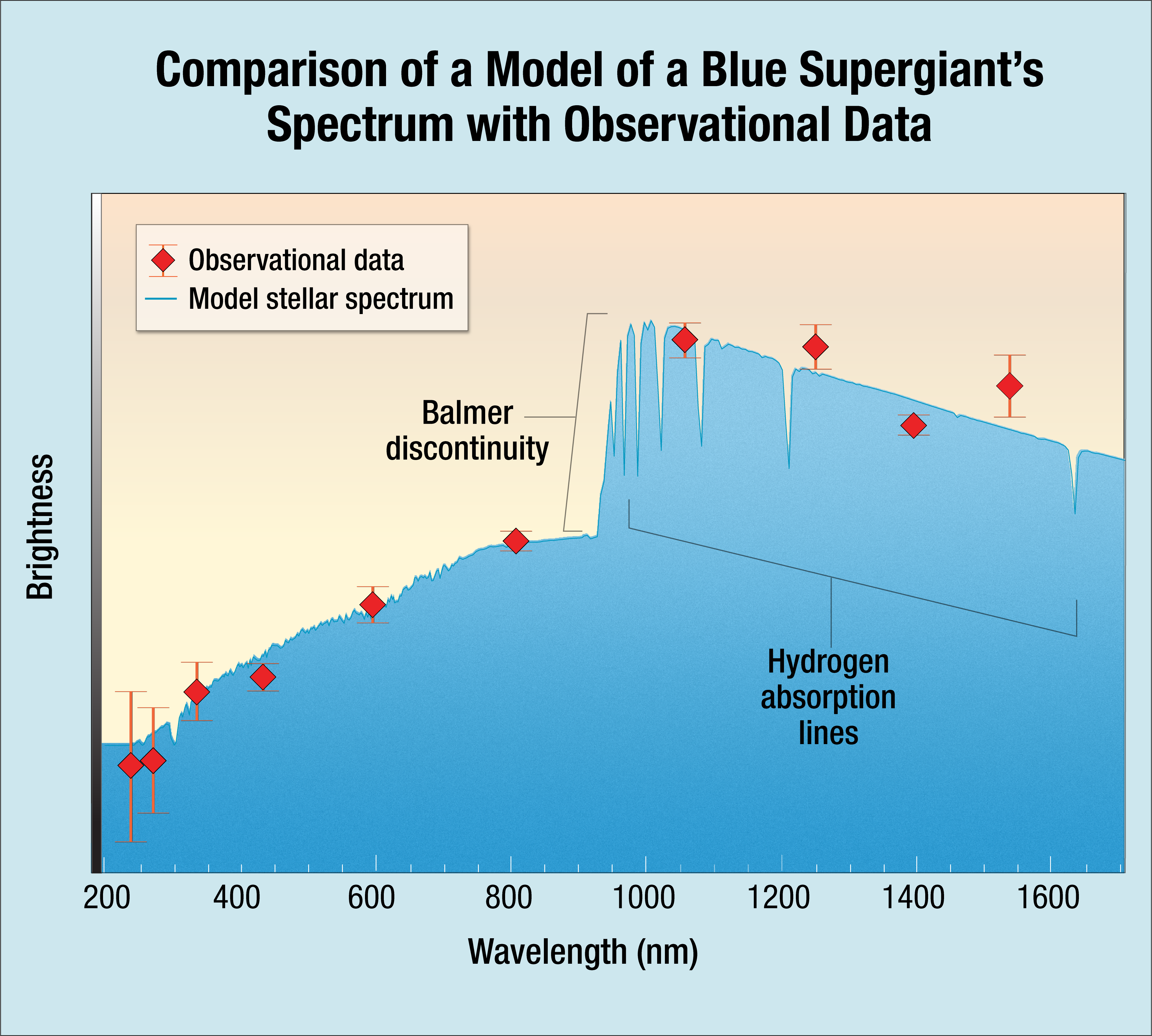
Comparação entre dados espectrais da NASA de uma gigante azul e Icarus.

MACS J1149 Estrela Lensada 1 - também conhecida como Icarus, MACS J1149 Estrela Lensada 1 (LS1) e MACS J1149 + 2223 Estrela Lensada 1 - é uma antiga supergigante azul e era a estrela mais distante até detectada, situando-se a 9 bilhões de anos-luz da Terra (desvio vermelho z = 1,49). Foi descoberta em abril de 2018. A luz da estrela foi emitida 4,4 bilhões de anos após o Big Bang. De acordo com o co-descobridor Patrick Kelly, a estrela é pelo menos cem vezes mais distante do que a estrela não-supernova mais próxima observada.   Observações sugerem que a formação de estrelas começou em torno de 180 milhões a 250 milhões de anos após o Big Bang.

## Nome
Embora Kelly quisesse nomear a estrela de Warhol, em alusão à noção de Andy Warhol sobre ter 15 minutos de fama, a equipe acabou nomeando a estrela como Ícaro, com base na figura mitológica grega.

## Aplicações astrofísicas
O descobrimento mostra que os astrônomos podem estudar as estrelas mais antigas das galáxias de fundo do Universo primitivo ao combinar o potente efeito de lente gravitacional dos cúmulos de galáxias com os eventos de microlente gravitacional causados por objetos compactos em  cúmulos de galaxias.
Mediante o uso de certos eventos, os astrônomos podem estudar e provar alguns modelos sobre a matéria escura em cúmulos de galaxias e observar eventos de alta energia (supernovas, estrelas variáveis) em galáxias jovens.